# Vineuil (Loir y Cher)
 Vineuil  es una población y comuna francesa, en la región de Centro, departamento de Loir y Cher, en el distrito de Blois. Es la cabecera y mayor población del cantón de su nombre.

## Demografía
| 1810 | 2097 | 2659 | 3466 | 4393 | 5263 | 6253 | 6651 |
| Para los censos de 1962 a 1999 la población legal corresponde a la población sin duplicidades (Fuente: INSEE [Consultar]) |      |      |      |      |      |      |      |

Cuarta comuna del departamento por su población, forma parte de la aglomeración urbana de Blois.